# Altexwange
Altexwange (Alexwange, Alekswange, Altekswange) – polski herb szlachecki, z nobilitacji.

## Blazonowanie
Na tarczy dzielonej w pas inicjał "S" złoty. W polu górnym, srebrnym dwie róże czerwone po bokach inicjału. W polu dolnym, czerwonym, róża srebrna w zakręcie inicjału. Klejnot: inicjał jak w herbie. Labry: czerwone, podbite srebrem.

## Najwcześniejsze wzmianki
Nadany burmistrzowi Elbląga, Jakubowi Altexwange 10 kwietnia 1525 przez króla Zygmunta Starego.

## Herbowni
Altexwange – Altekswange – Alekswange – Alexwange.